# 火广竹
火广竹（学名：Bambusa dolichomerithalla），又名火管竹、火吹竹，为禾本科刺竹属下的一个种。